# Jan-Ingwer Callsen-Bracker
Jan-Ingwer Callsen-Bracker (Schleswig, 23 september 1984) is een Duits voormalig voetballer die doorgaans speelde als centrale verdediger. Tussen 2002 en 2019 speelde hij voor Bayer Leverkusen, Borussia Mönchengladbach, FC Augsburg en 1. FC Kaiserslautern.

## Clubcarrière
Callsen-Bracker werd in 1998 opgenomen in de jeugdopleiding van Bayer 04 Leverkusen, waar hij in 2002 op achttienjarige leeftijd werd doorgeschoven naar het belofteteam. Hij debuteerde op 10 april 2004 in de hoofdmacht van de club, tijdens een 6-0 overwinning op 1. FC Kaiserslautern. Coach Klaus Augenthaler liet hem die dag twaalf minuten voor tijd invallen voor Juan. Callsen-Bracker stond nog vier seizoenen onder contract bij Leverkusen, waarna Borussia Mönchengladbach hem op 22 juni 2008 werd overnam. Na twee jaar lvoor Die Fohlen gespeeld te hebben, tekende Callsen-Bracker in januari 2011 een contract voor in eerste instantie anderhalf jaar bij FC Augsburg, dat tevens Moritz Leitner binnenhaalde. Een half jaar later promoveerde hij met de club van de 2. Bundesliga naar de Bundesliga. Daarin werd hij in zijn eerste twee jaar met zijn ploeggenoten veertiende en vijftiende, net boven de degradatiestreep. In de seizoenen 2013/14 en 2014/15 volgden een achtste en een vijfde plaats. Na 4,5 jaar en 125 competitiewedstrijden bij de club, verlengde Callsen-Bracker in augustus 2015 zijn contract bij FC Augsburg tot medio 2017. Ook deze verbintenis werd opengebroken en verlengd, tot medio 2019. Vanaf de zomer van 2015 was Callsen-Bracker echter al minder in actie gekomen. Tussen juni 2015 en december 2017 kwam hij in elf competitieduels binnen de lijnen. Hierop huurde 1. FC Kaiserslautern hem in januari 2018 voor een half seizoen. In de zomer van 2019 liet Callsen-Bracker zijn club Augsburg achter zich. Na zijn vertrek bij Augsburg zette hij een punt achter zijn actieve loopbaan.